# Левальд, Ганс
Ганс Ле́вальд (нем. Hans Loewald; 19 января 1906, Кольмар — 9 января 1993, Камден, Коннектикут) — американский психиатр, психоаналитик.

## Биография
Ганс Левальд родился 19 января 1906 года в еврейской семье в Кольмаре. Его отец был врачом-дерматологом, мать была пианисткой. Вскоре после рождения Г. Левальда отец умер и мать переехала в Берлин, где прошло детство Левальда. После окончания школы, Г. Левальд изучал медицину и философию в университете Фрайбурга, где, в частности, слушал лекции М. Хайдеггера. После окончания университета работал врачом в Берлине.
В 1934 году защитил диссертацию по психиатрии в Римском университете и получил степень доктора медицины, после чего начал практику врачом-психиатром в Падуе. В 1940 году вместе с семьёй эмигрировал в США.
С 1940 по 1945 годы Г. Левальд работал психиатром в больнице Род-Айленда и в больнице при университете Мериленда. В 1945 году Г. Левальд становится доцентом кафедры психиатрии в Медицинской школе университета в Балтиморе. С 1955 года Г. Левальд читает лекции по психиатрии в Йельском университете, где в 1972 году ему было присвоено звание профессора.
В 1955 году начал практиковать как психоаналитик. Был президентом Института психоанализа в Нью-Хейвене. Психоаналитическую практику продолжал до выхода на пенсию.
9 января 1993 года Ганс Левальд скончался после продолжительной болезни.

## Основные труды
- Loewald Hans W. Psychoanalysis and the History of the Individual (Freud lectures at Yale University), 1978.
- Loewald Hans W. Sublimation: Inquiries into Theoretical Psychoanalysis, 1988.
- Loewald Hans W. Papers on Psychoanalysis, 1989.
- Loewald Hans W. The Essential Loewald: Collected Papers and Monographs, 2000.

### Публикации на русском языке
- Левальд Г. Угасание Эдипова комплекса // Одесское областное научное психоаналитическое общество.